# Carnarechinus clypeatus
Carnarechinus · Carnarechinidae
Famille
Genre
Espèce
Synonymes
- Cystechinus clypeatus A. Agassiz, 1879[1]

Carnarechinus clypeatus est une espèce d'oursins irréguliers de l'ordre  des Holasteroida, le seul de son genre (Carnarechinus) et de sa famille (Carnarechinidae).

## Description et caractéristiques
Cette espèce, son genre et sa famille reposent sur un fragment isolé, parcellaire et mal conservé, ce qui rend impossible sa détermination exacte. Cette classification est donc purement indicative, et susceptible de changer avec les nouvelles découvertes.